# Dichonia warneckei
Dichonia warneckei là một loài bướm đêm trong họ Noctuidae.